# 伍德罗·威尔逊广场 (根特)
伍德罗·威尔逊广场 (荷蘭語：Woodrow Wilsonplein) 是比利时根特市中心的一个城市广场，俗称“南面”（荷蘭語：'t Zuid），因为它地处老城及原火车根特南站以南。它得名于第28任美国总统伍德罗·威尔逊，也是第一位对比利时进行正式国事访问的美国总统。
在伍德罗·威尔逊广场有根特最大的购物中心和办公大楼"根特南"。广场南侧是城市的主要行政中心、城市图书馆和邮局。根特最大的剧院和活动场地 Capitole, 与伍德罗·威尔逊广场由佛兰德斯伯爵广场（Graaf van Vlaanderenplein）隔开，广场与南公园(荷蘭語：Zuidpark)的北侧毗邻。
2020年5月，广场的斑马线改为彩虹色，以表示对LGBT多样性的认识和接受。